# 1912 en hockey sur glace
Cette page présente les éléments de hockey sur glace de l'année 1912, que ce soit d'un point de vue rencontres internationales ou championnats nationaux. Les grandes dates des différentes compétitions sont données ainsi que les décès de personnalités du hockey mondial.

## Amérique du Nord

### Association de hockey de la Côte du Pacifique
- 2 janvier : premier match de l'Association de hockey de la Côte du Pacifique dans la ville de Victoria, en Colombie-Britannique, entre les Senators de Victoria et les Royals de New Westminster. Devant 2 500 spectateurs, Ran McDonald, joueur des Royals, inscrit le premier but de la PCHA ; il inscrit un total de quatre buts pour la victoire des siens 8-3[1].
- 5 mars : lors d'une victoire 10-6 de Vancouver sur New Westminster, le défenseur Frank Patrick inscrit six buts à lui tout seul, un record pour un défenseur qui n'est ensuite jamais battu dans la PCHA[2].
- 19 mars : les Royals comptent huit victoires et six défaites alors que les Millionnaires sont à sept victoires et six défaites ; le match entre les deux équipes peut donc être décisif et, effectivement, avec une victoire 7-5 les Royals décrochent le premier titre de champions de la PCHA[1].
- Avec vingt-quatre buts à la fin de la saison, Frank Patrick est le défenseur le plus prolifique de la PCHA[1] alors que Lalonde finit meilleur buteur de toute la PCHA avec vingt-sept buts, pour l'unique saison qu'il joue dans la PCHA[3].

## Europe

### Allemagne
- 28 janvier : le Berliner Schlittschuhclub devient le premier champion d'Allemagne[4].

## Compétitions internationales
- L'Autriche demande son admission à la fédération internationale et participe au troisième championnat d'Europe. La décision positive n'arrive que postérieurement au championnat et provoque donc son annulation. L'Autriche n'est finalement membre que plus tard, en même temps que la Suède et le Luxembourg.
- Le troisième championnat d'Europe a lieu du 2 au 4 février à Prague en Bohême. Seulement trois nations participent au tournoi et la Bohême finit devant l'Allemagne puis l'Autriche.

## Autres évènements

### Fondation de club
- Brynäs IF (Suède)
- Cercle des Patineurs de Bruxelles (Belgique)
- HC Châteaux d'Oex (Suisse)
- Tranebergs IF (Suède)
- Valbo HC (Suède)
- Royals de New Westminster (Canada)
- Senators de Victoria (Canada)
- Millionnaires de Vancouver (Canada)